# Onthophagus concavifrons
Onthophagus concavifrons là một loài bọ cánh cứng trong họ Bọ hung (Scarabaeidae).